# Quartaut
Pour l’article ayant un titre homophone, voir Karto.

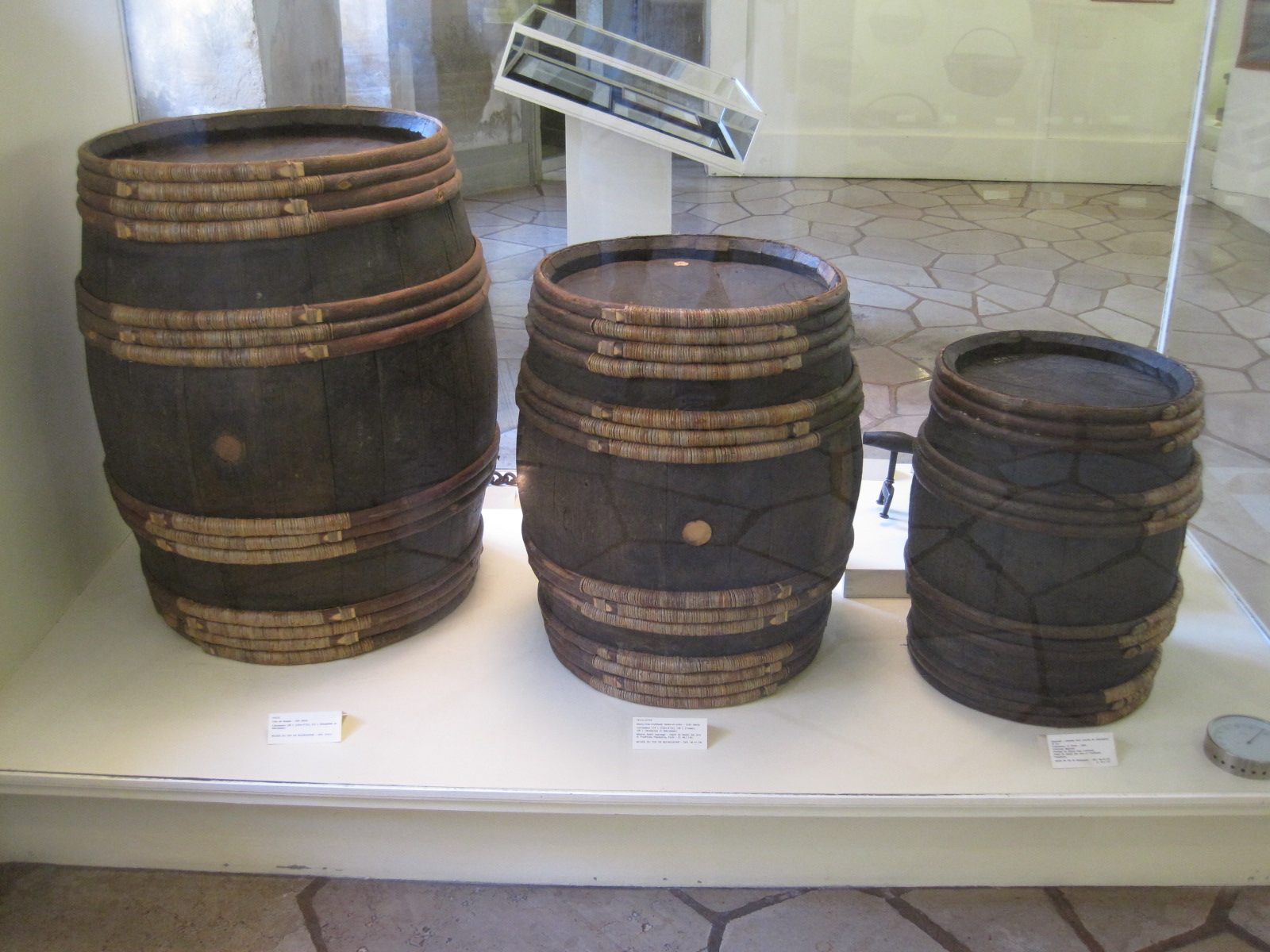
Trois pièces de vin de contenance prémétrique : de gauche à droite un muid, une feuillette et un quartaut

Le quartaut, étymologiquement sûrement en rapport avec le nombre quatre, est une unité de mesure française de volume pour des liquides prémétrique.
En principe, le quartaut valait le quart d'un muid de liquides, soit 72 pintes. Il valait également le double d'un pied-du-roi cube et la moitié d'une feuillette, donc environ 70 litres. Cependant, des disparités régionales existaient : souvent, le quartaut contenait le quart du volume du tonneau traditionnellement employé localement, on avait ainsi des quartauts de 57 litres en Bourgogne et des quartauts de 125 litres à Vouvray.